# 薩帕托卡
薩帕托卡是哥倫比亞的城鎮，位於該國東北部，由桑坦德省負責管轄，始建於1743年，面積360平方公里，海拔高度1,687米，2005年人口9,255，人口密度每平方公里25.71人。
6°49′N 73°16′W / 6.817°N 73.267°W